# Royal Marines

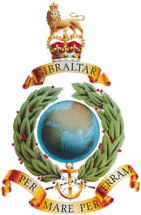
Odznaka Royal Marines

Royal Marines – formacja brytyjskiej piechoty morskiej tworząca razem z Królewską Marynarką Wojenną (Royal Navy) morską część Brytyjskich Sił Zbrojnych.

## Organizacja

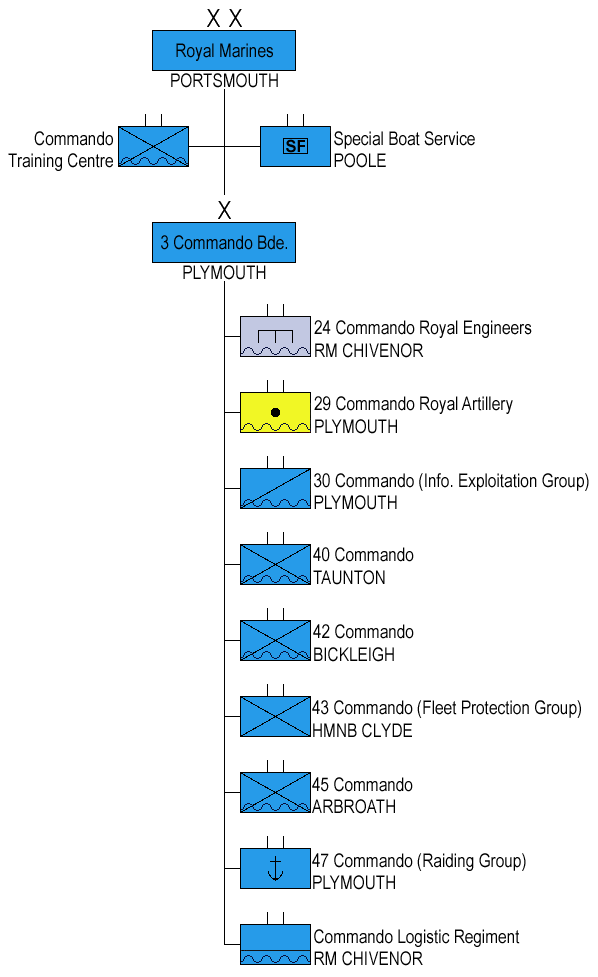
Struktura Royal Marines

Na czele Royal Marines stoi Komendant Generalny RM (Commandant General Royal Marines), który pełni również funkcję Dowódcy Wodno-Lądowych Sił Wielkiej Brytanii (Commander Amphibious Forces). Od lutego 2010 roku jest nim generał major Buster Howes. Podlegają mu sztab RM i poszczególni dowódcy.

## Historia
Pierwszy oddział angielskiej piechoty morskiej powstał 28 października 1664 r. Był to liczący 1200 żołnierzy pułk wchodzący w skład Royal Navy. Brytyjskie pułki z tamtego okresu przyjmowały imiona swoich dowódców, dlatego też nazwano go "Duke of York and Albany's Maritime Regiment of Foot". Książę Yorku i Albany był jednocześnie Lordem Wysokim Admirałem, więc pułk był potocznie zwany "Admiral's Regiment".
W czasie wojny o sukcesję hiszpańską oddział 1900 Marines zdobył Gibraltar, a następnie wraz z holenderską piechotą morską odpierał zaciekłe kontrataki Hiszpanów (1704). Od tej pory w herbie Royal Marines znajduje się napis "Gibraltar" (na górze, pod królewskim lwem i koroną) nad symbolem kuli ziemskiej otoczonej wieńcem laurowym. Pod nim znajduje się kotwica. Na samym dole jest łaciński napis Per mare, per terram - "po morzu, po ziemi". Do dziś bitwa gibraltarska jest powodem dumy Marines, a ciepłe związki z holenderską piechotą morską są nadal utrzymywane.
W okresie od XVII do XIX wieku Royal Marines brali aktywny udział w poszerzaniu i obronie granic brytyjskiego imperium. To oni jako pierwsi wylądowali w Zatoce Botanicznej (Australia). Brali udział w ostrzeliwaniu Algieru, w zniszczeniu tureckiej floty pod Navarino, wojnie o niepodległość Stanów Zjednoczonych, wojnach napoleońskich, opiumowych oraz krymskiej. Podczas I wojny światowej Marines służyli na okrętach, obsługiwali broń okrętową i brali udział w desantach np. pod Gallipoli (1915) oraz w Zeebrugge (1918).

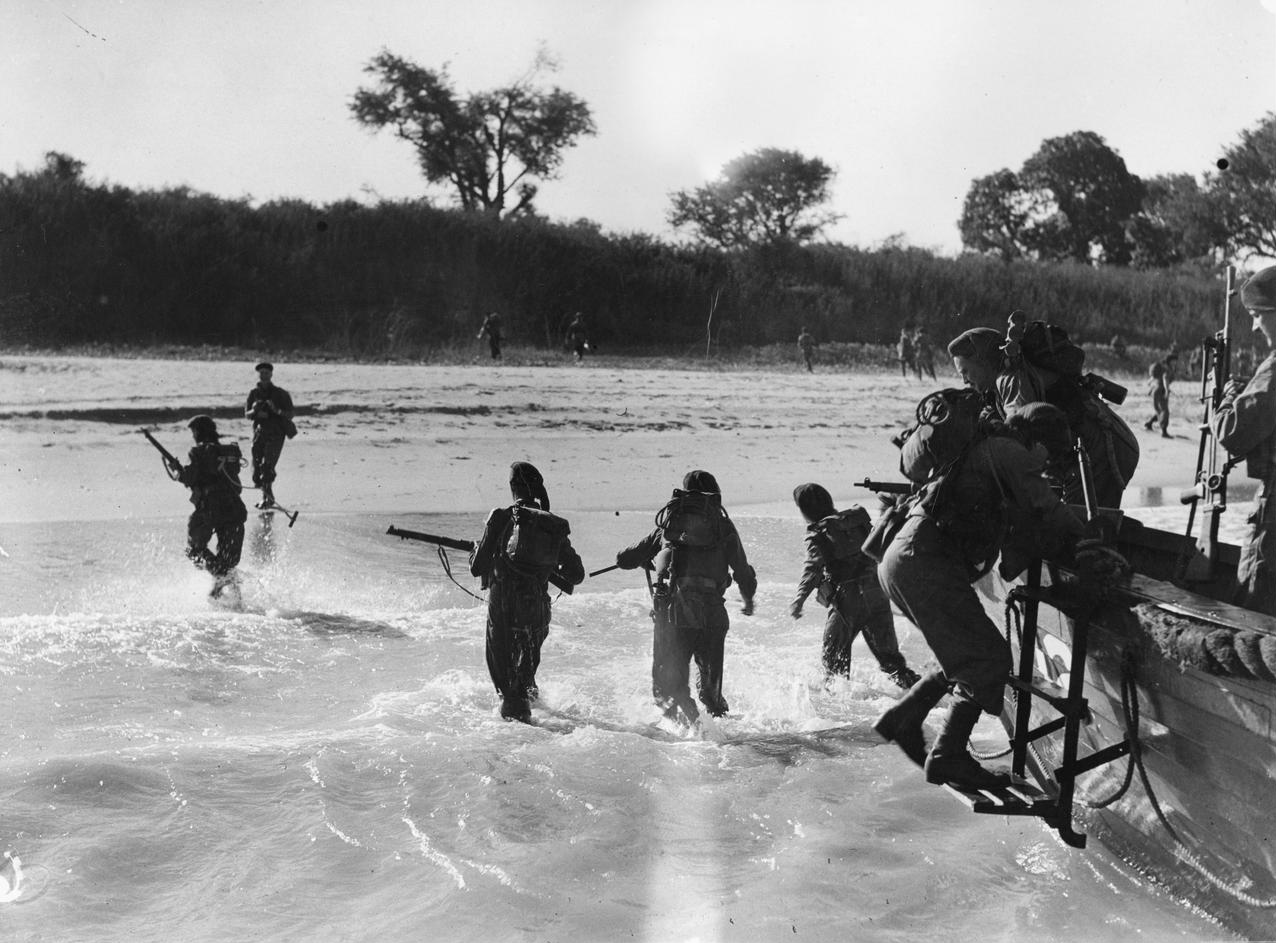
RM lądują na Chedubie (Birma, 1945)

Podczas II wojny światowej w Royal Marines służyło 74 000 ludzi. Brali oni udział w wielu morskich i lądowych operacjach. W roku 1942 utworzono pierwszy oddział komandosów Royal Marines (A Commando), który wziął udział w rajdzie na Dieppe. W 1943 roku rozpoczęto tworzyć oddziały komandosów Royal Marines (Royal Marines Commando) na wzór formacji tego typu istniejących od 1940 roku w British Army (Commando). Sformowano 9 oddziałów, wielkości batalionu każdy, ponumerowanych od 40 do 48. Wraz z komandosami armii weszły one w skład czterech brygad Commando. Komandosi RM wzięli udział m.in. w inwazji na Sycylię, lądowaniu pod Salerno, operacji Overlord, walkach w Birmie, bitwie o Walcheren i forsowaniu Renu.
Z szeregów RM tworzono też mniejsze wyspecjalizowane oddziały, takie jak Royal Marine Boom Patrol Detachment − oddział kajakarzy przeznaczony do skrytych operacji na tyłach wroga. Zasłynął on przeprowadzeniem śmiałego rajdu na Bordeaux (grudzień 1942). W okresie późniejszym jego kadry stały się zalążkiem jednostki znanej dziś jako Special Boat Service.

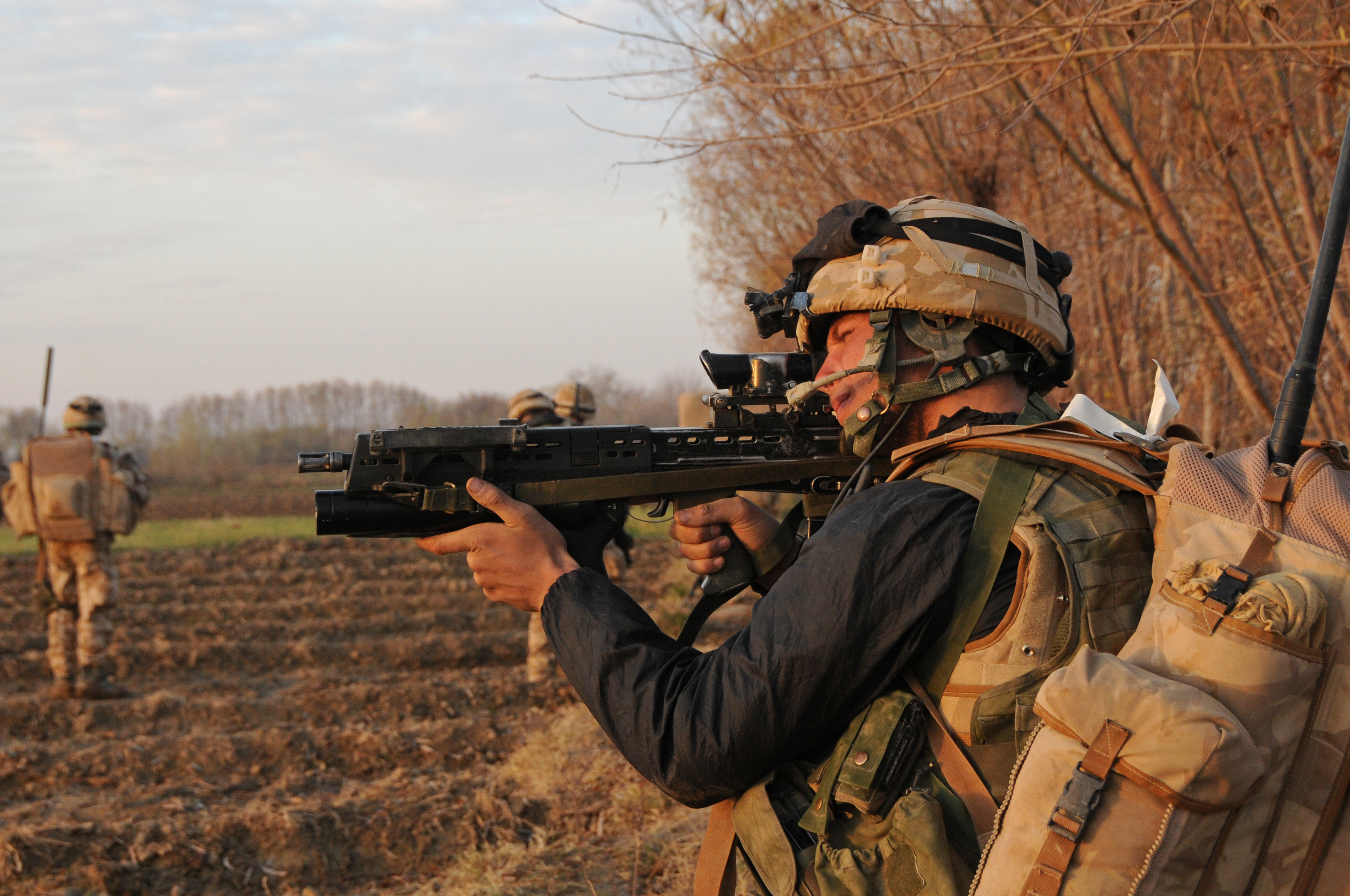
Komandosi RM w Afganistanie (2008)

Po wojnie liczebność Royal Marines została zredukowana do 13 000 ludzi. Trzon bojowy formacji po 1946 roku stanowi 3 Commando Brigade. Brygada walczyła między innymi na Malajach, Cyprze, w Korei, podczas kryzysu sueskiego i konfliktu adeńskiego, a także w wojnie o Falklandy (gdzie stanowiła główną część korpusu ekspedycyjnego) oraz w wojnie w Zatoce Perskiej. Marines wzięli udział w misjach pokojowych w dawnej Jugosławii, w Kongu, na Timorze, w Sierra Leone oraz nieśli pomoc w czasie klęsk żywiołowych.
W ostatnich latach Royal Marines obecni byli m.in. w Afganistanie i Iraku.

## Umundurowanie i wyposażenie
Rekruci RM noszą berety w kolorze navy blue z czerwonym flash'em w kształcie nagrobka. Dopiero po odbyciu przeszkolenia dla komandosów (tzw. Commando Course) zdobywają prawo noszenia zielonego beretu ze złotą (oficerowie) lub miedzianobrązową (podoficerowie i szeregowcy) odznaką.
Ponadto wyposażenie RM nie różni się niczym od reszty armii. Obowiązujące mundury to brytyjski MTP. Oznaczenia na ramionach munduru:
- półokrągła naszywka ROYAL MARINES COMMANDO (Commando Subdued Shoulder Flash) u góry obu rękawów (kolorystyka oryginalna: czerwony napis na czarnym tle; wersja stonowana (najczęściej występująca): tło oliwkowe, czarny napis; wersja pustynna: tło 2-kolorowe brązowo-piaskowe, napis jasnobrązowy),
- brytyjska flaga (mała) w oryginalnych kolorach na lewym rękawie,
- Commando Dagger na prawym rękawie - prostokąt ze znakiem sztyletu skierowanego ostrzem ku górze; oryginalnie tło czarne, na nim czerwony sztylet, najczęściej noszona jest jej wersja w ciemnej kolorystyce (tło oliwkowe, czarny sztylet) oraz wersja pustynna naszywki,
- inne naszywki symbolizujące ukończone kursy specjalistyczne (np. spadochronowy lub commando).

Także jeśli chodzi o umundurowanie RM ma pełną dowolność. Posługują się zarówno mundurami z serii Soldier 95 jak również Soldier 2000 i Soldier 2005.
Oporządzenie w armii brytyjskiej stanowi PLCE (Personal Load Carry Equipment), kamizelki taktyczne (Assault Vest) lub ładownice napierśne (Chest Rig).

## Uzbrojenie

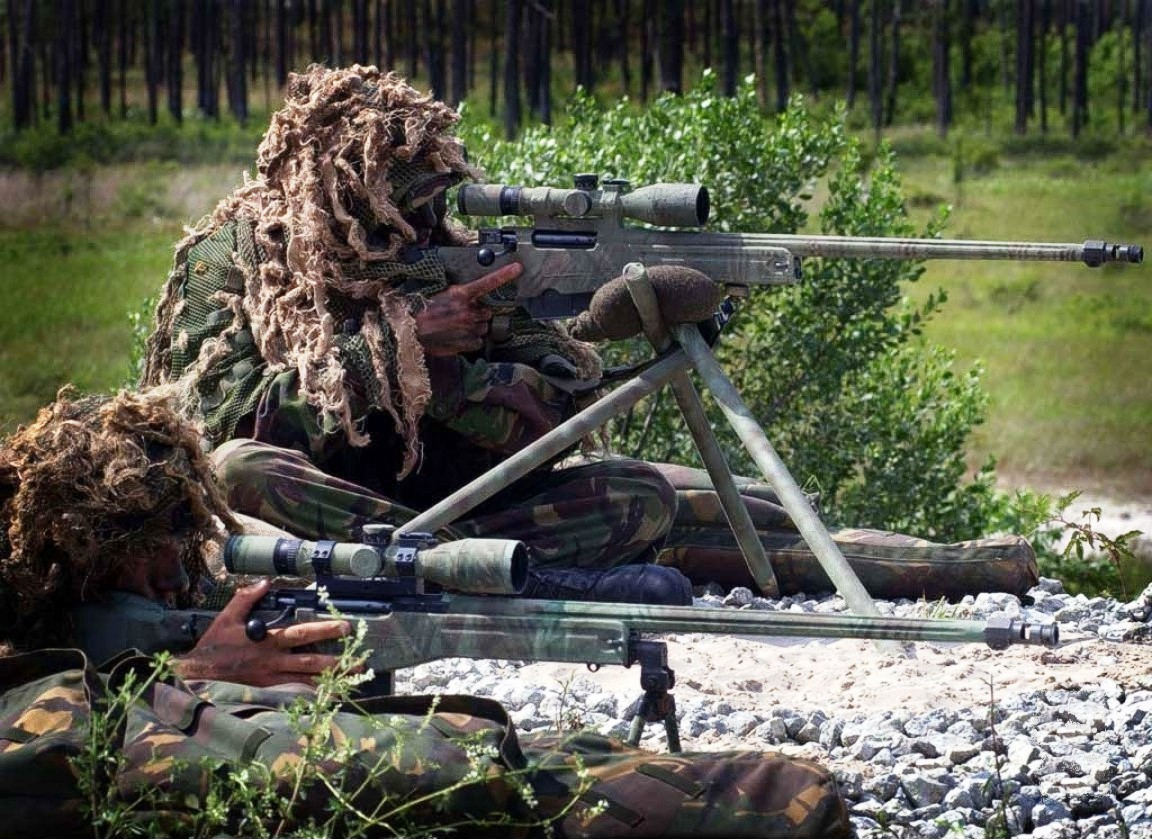
Snajperzy RM z karabinami L115A1

### Karabiny szturmowe
- L85A2

### Karabiny maszynowe
- L86A2
- FN Minimi-Para
- L7 GPMG

### Karabiny wyborowe
- L96A1
- L115A1

### Pistolety
- SIG-Sauer P226
- Browning HP